# Leonid Volkov (politico)
Leonid Michajlovič Volkov (in russo Леонид Михайлович Волков?; Sverdlovsk, 20 novembre 1980) è un politico, informatico e attivista russo, capo di gabinetto della campagna di Aleksej Naval'nyj per le elezioni presidenziali del 2018 e successivamente della campagna dello "sciopero degli elettori", cofondatore della Società per la protezione di Internet. Dal 10 marzo 2012 al settembre 2018 - Deputato della Duma della città di Ekaterinburg,  è stato a capo della campagna elettorale di Naval'nyj nelle elezioni comunali a Mosca del 2013.
È leader facente funzioni di Russia del Futuro dopo l'arresto di Aleksej Naval'nyj.
Il 26 aprile 2021, il tribunale amministrativo di Mosca dichiara il partito Russia del Futuro "organizzazione estremista". Il 29 aprile annuncia la chiusura degli uffici regionali del partito.

## Biografia
Volkov è nato nel novembre 1980 a Sverdlovsk (oggi Ekaterinburg) nell'Oblast' di Sverdlovsk in Unione Sovietica. Suo padre è Michail Vladimirovič Volkov, professore, ricercatore capo del Laboratorio di Algebra Combinatoria, IMKN, Istituto educativo autonomo statale federale di istruzione superiore "Università federale degli Urali intitolata al primo presidente della Russia B. N. El'cin". Sua madre è Susanna Borisovna Volkova (Kupčik), docente senior del Dipartimento di Nuove Tecnologie dell'Informazione nell'Educazione, Università Pedagogica Statale degli Urali. Volkov è ebreo.
Il 1º marzo 2009 è stato eletto deputato della Duma della città di Ekaterinburg nel distretto elettorale n. 10 del distretto di Kirovskij (autocandidatura). Membro della commissione parlamentare permanente per l'economia urbana, la pianificazione urbana e l'uso del territorio e della commissione permanente supplente per il governo locale, la politica culturale e dell'informazione.
Nel 2013 si è trasferito con la famiglia da Ekaterinburg al Lussemburgo. È tornato in Russia alla fine del 2014.

### Esilio, processo e aggressione
Dal 2020 Volkov vive e lavora a Vilnius, la capitale della Lituania. Dopo la chiusura da parte delle autorità del partito Russia del Futuro e delle sue quaranta sedi nel paese, Volkov coordinò le campagne di Naval'nyj all'estero. Nel dicembre 2021 ha accompagnato la figlia di Naval'nyj, Daria Naval'naja, a Strasburgo a ritirare il Premio Sakharov che il Parlamento europeo aveva dato al padre.
Volkov ha subìto diverse accuse e un processo in contumacia per reati politici: nel 2025 è stato condannato a 18 anni di carcere in una colonia penale e dieci anni di interdizione dall'uso di internet, per una serie di reati come "organizzazione di una comunità estremista e suo finanziamento", "coinvolgimento di minori in manifestazioni di ONG su internet" e "creazione di ONG che ledono i diritti dei cittadini" (la Fondazione Anti-corruzione), diffusione di "fake news" sull'esercito ai sensi della legge di censura del 2022, "giustificazione del terrorismo" (per il sostegno formale all'Ucraina), frode (accusa già contestata a Naval'nyj e al suo partito), vandalismo, e "riabilitazione del nazismo" (legge di censura che colpisce chi critica Stalin e l'URSS in relazione alla grande guerra patriottica). La condanna per quest'ultimo reato colpì anche Naval'nyj, che spiegò in post sui social media che l'accusa si riferiva a una dichiarazione di Volkov entre Navalny stava già scontando la sua precedente condanna a nove anni di carcere: Volkov affermò in un video che l'ufficiale dell'esercito nazista Claus von Stauffenberg aveva fatto la cosa giusta tentando di assassinare Hitler.
È stato inserito nelle lista russa di "estremisti e terroristi".
Il 12 marzo 2024, Meduza ha riferito che Volkov è stato aggredito da una persona con un martello fuori dalla sua casa a Vilnius, in Lituania. Secondo l'addetto stampa di Naval'nyj, Kira Jarmyš, Volkov è stato picchiato ripetutamente con un martello, dopo che gli era stato spruzzato gas lacrimogeno. Il politico e avvocato Ivan Zhdanov disse poi ai media che Volkov era sopravvissuto all'attacco, che è indagato come crimine d'odio e terrorismo. Diversi osservatori occidentali hanno accusato il governo di Mosca, mentre Marija Pevčich della Fondazione Anti-corruzione ha puntato il dito contro il finanziere in esilio Leonid Nevzlin, un ex collaboratore della Jukos dell'oligarca oppositore di Putin Mikhail Khodorkovsky, paventando una lotta tra opposizioni. Nevzlin ha respinto le accuse, e Khodorkovsky ha affermato di credere a Nevzlin. Le autorità lituane hanno indagato i servizi segreti russi, mentre in Polonia è stato arrestato un avvocato legato all'azienda russa Gazprom.
Nel 2025 il governo russo ha anche arrestato suo padre accusandolo di finanziamento della Fondazione Anti-corruzione.